# Таратута, Сергей Львович
Сергей Львович Таратута (3 октября 1957, Москва) — советский и российский поэт, прозаик, актёр.

## Биография
Сергей Львович Таратута родился в самом центре Москвы, на улице Качалова, в семье заслуженной артистки РСФСР Людмилы Михайловны Фетисовой и заслуженного юриста России Льва Соломоновича Таратуты.
После смерти матери, которая умерла в апреле 1962 года, Сергея воспитывал отец. В детстве мальчик бывал в доме Сергея Прокофьева у Миры Александровны Мендельсон, второй жены композитора, которая была дружна с семьёй и опекала маленького Серёжу.
В 1979 году С. Таратута окончил Театральное училище имени Б. Щукина. Параллельно обучался в Литературном институте имени М. Горького, посещая семинары Е.М Винокурова. Его литературными наставниками были Маргарита Алигер и Евгений Винокуров.
С 1980 по 1998 год был актёром Центрального Академического Театра Российской Армии.
Сергей Таратута является членом Союза писателей России с 1997 года, членом Союза журналистов, членом Союза театральных деятелей, а также действительным членом Академии российской словесности.

## Творческая деятельность
Первая подборка стихов была напечатана в газете «Советская Россия» в 1978 году. Редакция газеты, которая в то время была печатным органом ЦК КПСС, Верховного Совета и Совета Министров РСФСР, по достоинству оценила стихи молодого автора. Затем последовали публикации в ведущих литературных изданиях того времени: журналах «Юность», «Новый мир», «Москва»,«Октябрь», «Огонек», газетах «Известия», «Литературная Россия», «Литературная газета», «Вечерняя Москва», «Московский комсомолец».
В 1990 году подборка стихов С. Таратуты была включена в литературно-художественный альманах «Чистые пруды» (выпуск 4-й — М: издательство Московский рабочий. Тираж 50 000 экз.), что уже в то время являлось официальным признанием молодого поэта.
Первая книга стихов вышла в 1992 году. Затем последовали двухтомник в мягком переплете (1994 г.), «Избранное» (1998 г.).
В 2003 году вышел поэтический сборник «В чем мне в этой жизни повезло», а в 2006 году — собрание сочинений в двух томах.
В 2010 году в рамках Федеральной целевой программы «Культура России» была издана книга стихов С. Таратуты «Лирика», а в 2016 году при поддержке «Союза психического здоровья» вышел в свет сборник стихов «Эпизоды».
В 1993 году на стихотворение С. Таратуты «Марина» была написана песня для Филиппа Киркорова в соавторстве с композитором А. Лукьяновым. Песня «Марина» сразу же стала популярным хитом, исполняемым по настоящее время.
Известное детское стихотворение С. Таратуты «Гигиена» входит в программу обучения многих детских и дошкольных учреждений.
В июле 2009 года по приглашению Комитета Государственной Думы по культуре в рамках дня «Традиционной культуры» С. Таратута выступал со своими стихами перед делегатами молодежного образовательного форума «Селигер».
Осенью 2008 года, совместно с С. Лукьяненко, П. Дашковой, Б. Минаевым и другими известными литераторами был участником проекта «Литературный экспресс» по городам Сибири, организованном по инициативе Российского книжного союза при организационной поддержке Центра коммуникативных технологий, Фонда СЭИП и журнала «Октябрь».
В 2013 году стихи С. Таратуты вошли в сборник «Современные московские поэты» (выпуск 2-й). В своей статье Л. Аннинский, характеризуя каждого автора в отдельности, обозначил этот сборник, взяв за основу строку из стихотворения Сергея Таратуты, как «Выдох и вдох московской поэзии».
В 2014 году принимал участие в работе Международного форума «Непрерывное образование в XXI веке», проходившего в Санкт-Петербурге, где был членом президиума и так же приветствовал собравшихся своими стихами.
С. Таратуту часто приглашают выступить со своими стихами и принять участие в работе на различные общественные форумы, мероприятия и конгрессы.
Так, по приглашению Александра Айгистова он вошел в комиссию по развитию информационного общества в работе Третьего Федерального конгресса по электронной демократии при участии Госдумы ФС РФ, Совета Федерации ФС РФ и Аппарата Правительства РФ. В своем приветствии к делегатам конгресса С. Таратута читал свои стихи.
Неоднократно выступает перед студентами различных ВУЗов (МГИМО, ГУУ, РУДН, МГУ).
Творчество С. Таратуты высоко оценено известными деятелями литературы и искусства: В. Я. Вульфом (аннотация к двухтомнику 2006 г.), А. Дементьевым (аннотация к «Лирике») и др.
В своей авторской программе «Театр поэзии» стихи С. Таратуты читала слушателям Народная артистка РСФСР Алла Демидова.
С 2014 года является постоянным автором литературного журнала писателя, критика, издателя Ю. Кува́лдина «Наша улица».
В 2017 году Ю. А. Кувалдиным был снят телефильм «Здесь» по стихотворению С. Таратуты.
Сергей Таратута многие годы плодотворно сотрудничает с газетой «Московский комсомолец».
Он — автор многочисленных публикаций, участник различных мероприятий и устных выпусков, проводимых газетой.
В 2019 году «Издательский Дом Союз» выпустил аудиокнигу стихов в исполнении С. Таратуты «От Всего Сердца»

## Общественные награды
- Премия «Лучшие перья России» (2002 год)[13]
- Золотой Орденский крест «За самоотверженный труд на благо Отечества» (2003 год)[13]
- Почётная серебряная медаль И. А. Бунина «За вклад в российскую поэзию» (2005 год)[13]
- Орден Петра Великого (2005 год)[13]
- Орден М. В. Ломоносова «За заслуги и большой личный вклад в развитие отечественной культуры и искусства» (2007 год)[13]
- Орден Совета ветеранов ЦА МВД России «За благородство помыслов и дел» (2008 год)

Сборник стихов «Лирика» Сергея Таратуты издан в 2010 году при финансовой поддержке Федерального агентства по печати и массовым коммуникациям в рамках Федеральной целевой программы «Культура России».

## О поэзии С. Л. Таратуты
«Сергею Таратуте определенно есть что сказать людям и он испытывает острую необходимость разговаривать с ними своими стихами. Надеюсь, что и людям слово его, голос его, мысль его, его поэтическое вмешательство в их напряженную и перегруженную жизнь окажется интересным и необходимым.» Маргарита Алигер;
«Стихи у него рождаются разные: философские, радостно-легкомысленные, шалые, заумные и удивительно современные. Музыкальность — скрытая основа его умения, музыкален его внутренний ритм, музыкальна форма стиха.» Виталий Вульф;
«Человек он талантливый и очень современный во всем — от метафоры до выбора темы. Пусть ему и дальше светит счастливая звезда удачи, которая добра лишь к избранным!» Андрей Дементьев;

## Издания
Источник информации — электронный каталог РНБ:
1. Избранное : Стихотворения / Сергей Таратута; [Худож. М. Тихонов]. — М. : Соврем. писатель, 1998. — 446 с. 11000 экз. — ISBN 5-265-03427-7.
2. В чём мне в этой жизни повезло… : Избранное: [Стихотворения и рассказы] / Сергей Таратута; [Ред.: И. Ю. Водопьянова]. — 2-е изд., испр. и доп. — М. : АСР, 2003. — 479 с. — ISBN 5-9900120-1-2.
3. [Сочинения : в 2 т.] / Сергей Таратута; [худож. А. М. Сидорин]. — Москва : Архитектура и строительство России, 2006. — 3000 экз. — ISBN 59900120391 (ошибоч.). Т. 2: — 3000 экз. — ISBN 59900120391 (ошибоч.).
4. Марина : Стихотворения, [рассказы] / Сергей Таратута. — М. : Фирма «Марина», 1992. — 1000 экз.
5. Лирика: сборник стихов / — М., изд. «Тетралис», 2010. 319 с. ISBN 978-5-902492-14-6. — 3000 экз.
6. Стихотворения: сборник в 2-х частях в мягком переплете / Сергей Таратута . — М. : Фирма «Марина Парусникова и К», 1994. — тираж 2000 экз.
7. Эпизоды: Лирика : Стихотворения / Сергей Таратута .- М. ИД «Городец»,2016 — 272с. илл. ISBN 978-5-906815-30-9. Т19. тираж 3000 экз.
8. Точка невозврата: Литературно-художественное издание / Сергей Таратута .- Москва. "Т8 Издательские технологии",2022 — 262с. илл. ISBN 978-5-521-18623-5. Т19. тираж 500 экз.

## Фильмография
Участие в фильмах
- 1996 — Чтобы помнили… (Людмила Фетисова. Фильм 15)
- 2011 — Как уходили кумиры (Людмила Фетисова)
- 2012 — «Людмила Фетисова. Запомните меня веселой…» (ГТРК "Культура")
- 2017 — Телефильм Ю. Кувалдина «Здесь»